# (17744) Джодифостер
(17744) Джодифостер (лат. Jodiefoster) — астероид, относящийся к группе астероидов пересекающих орбиту Марса. Он был открыт 18 января 1998 года в рамках астрономического обзора ODAS в исследовательском центре CERGA и назван в честь американской актрисы Джоди Фостер.

Орбита астероида Джодифостер и его положение в Солнечной системе